# Ilmari Heinonen
Pour les articles homonymes, voir Heinonen.
Ilmari August Heinonen (né le 11 octobre 1897 à Helsinki – mort le 15 avril 1968 à Helsinki) est un artiste peintre et prédicateur finlandais.

## Biographie
En 1926–1927, Ilmari Heinonen étudie a l'école de dessin des amis de l'Art de Viipuri  et en 1946–1947 à l'école libre d'Art d'Helsinki.

## Œuvres

### Retables
- Église méthodiste de Vuoksenlaakso, 1932
- Église de Pyhäranta, 1939
- Église de Keitele, 1940
- Église de Aurejärvi, 1958
- Église de Luhalahti, 1959

### Vitraux
- Église de Pyhäranta, 1940